# Портрет Николая Григорьевича Щербатова
«Портрет Николая Григорьевича Щербатова» — картина Джорджа Доу и его мастерской из Военной галереи Зимнего дворца.
Картина представляет собой погрудный портрет генерал-лейтенанта князя Николая Григорьевича Щербатова из состава Военной галереи Зимнего дворца.
К началу Отечественной войны 1812 года полковник князь Щербатов был шефом 2-го Украинского казачьего регулярного полка, совершил рейд по тыловым коммуникациям французов в Великом герцогстве Варшавском. Во время Заграничного похода 1813 года сражался в Польше и Германии, за отличие при переправе через реку Бобр был произведён в генерал-майоры и далее находился при блокаде сначала Дрездена, а затем Майнца. В кампании 1814 года во Франции участвовал в осаде Меца, где был ранен, и завершил своё участие в войнах против Наполеона под стенами Парижа.
Изображён в генеральском мундире 2-го Украинского уланского полка, введённом в 1818 году, с витишкетным шнуром, через плечо переброшена лядуночная перевязь. На шее кресты орденов Св. Владимира 3-й степени и Св. Анны 2-й степени; по борту мундира кресты прусских орденов Красного орла 2-й степени и Пур ле мерит; справа на груди крест ордена Св. Георгия 4-го класса и серебряная медаль «В память Отечественной войны 1812 года» на Андреевской ленте, ниже эполета видны кисти витишкетного шнура. С тыльной стороны картины надпись: Pce Scherbatof. Подпись на раме с ошибкой в первом инициале: Князь И. Г. Щербатовъ, Генералъ Маiоръ.
7 августа 1820 года Комитетом Главного штаба по аттестации князь Щербатов был включён в список «генералов, заслуживающих быть написанными в галерею» и 25 марта 1822 года император Александр I приказал написать его портрет. В это время князь Щербатов находился в отставке и постоянно проживал в Москве; неизвестно, приезжал ли он в Санкт-Петербург и встречался с Доу или же присылал свой портрет для копирования. Гонорар Доу был выплачен 4 апреля 1824 года. Готовый портрет был принят в Эрмитаж 7 сентября 1825 года.